# تل حمة
تل حَمَّة، أو تل حمه، هي موقع أثري في شمال الأردن يعتبر أول مكان تم فيه استخراج الحديد بالصهر وذلك حوالي العام 930 ق م. يقع التل في محافظة البلقاء في الأردن عند نهاية نهر الزرقاء في غور الأردن، تحديداً 2.5 كيلومتر عن دير علا. ويعود تاريخ استيطانه إلى الألفية الثانية قبل الميلاد بدءاً بالعصر البرونزي إلى العصر الحديدي الثاني. يضم الموقع كذلك مغارة الوردة، والتي تُعتبر مستودع خام الحديد الوحيد في المنطقة.

## عمليات التنقيب
شهدت منطقة تل حمة عمليات تنقيب وحفريات أثرية ضمن مشروع دير علا الإقليمي، وهو مشروع مشترك بين جامعة اليرموك في إربد بالأردن وجامعة لايدن في هولندا، بالتعاون مع دائرة الآثار الأردنية. كانت السمة الأبرز في موقع تل حمة الأثري هي وجود كميات كبيرة من الخبث والسيراميك التقني وبقايا الأفران، وهو ما كشف عن أنّ المنطقة شهدت أنشطة مبكرة لصهر الحديد بكميات كبيرة، ويعود تاريخ هذه الأنشطة إلى عام 930 قبل الميلاد. جرت عمليات التنقيب في موقع تل الحمة على ثلاثة مراحل كان أولها في عام 1996 تحت إشراف عالم الآثار إ. ج. فان دير ستين، والذي أشرف أيضًا على المرحلة الثانية من عمليات التنقيب، والتي جرت في عام 1997. ثُمّ جرت المرحلة الثالثة من عمليات التنقيب في عام 2000. وتولى الإشراف عليها عالم الآثار هـ. أ. فيلهايزن. كما كان من المُفترض إجراء مرحلة رابعة من عمليات التنقيب بالمنطقة في عام 2003، ولكنها ألغيت بسبب غزو العراق. أمّا آخر أعمال التنقيب بالمنطقة فكان من المقرر أن تبدأ في مايو (أيار) 2009، وكان من المُفترض أن تُركز على الأدلة الأثرية على عمليات صهر الحديدة التي كانت تجري بالمنطقة.

## الدراسات والأبحاث
كانت منطقة تل حمة موضوعًا للعديد من الأبحاث الأكاديميّة، فإلى جانب الأبحاث الموسعة التي أجريت على المواد المعدنية الموجودة في تل الحمة، كانت المنطقة موضوعًا لعمليات التنقيب والتحليلات الأثرية التي أجراها عالم الآثار ه. أ. فيلدهوزن، أولًا في جامعة لايدن بهولندا، ثم في معهد الآثار بجامعة كاليفورنيا كجزء من الحفريات المشتركة التي أجرتها جامعة اليرموك وجامعة لايدن وشارك في إدارتها كل من البروفيسور هانز فيلدهويزين والدكتور زيدان كفافي والدكتور جيريت فان دير كويج.
أثبتت الدراسات وتحليل الحفريات الأثرية أن الصخور التي عُثر عليها بموقع تل حمة يعود تاريخها إلى العصر النحاسي (حوالي 4500-3000 قبل الميلاد) والعصر البرونزي المبكر (حوالي 3000-2000 قبل الميلاد)، كما وُجدت طبقات صخرية تحتوي على مواد يعود تاريخها إلى العصر البرونزي المتأخر (حوالي 1600-1150 قبل الميلاد). كانت المدينة على ما يبدو قد استقرت خلال العصر البرونزي المتأخر والعصر الحديدي الأول (حوالي 1150-1000 قبل الميلاد)، حتى اللحظة التي بدأ فيها إنتاج الحديد في أوائل العصر الحديدي الثاني.
في تلك المرحلة الزمنية، لم يعد هناك وجود للهياكل المحلية، على الأقل في المناطق المحفورة، والتي تمت تغطيتها دون انقطاع واضح بمرحلة محددة من الناحية الستراتغرافية لإنتاج الحديد. تحتوي هذه المرحلة على طبقات داخلية معقدة، من المحتمل أنها كانت تعكس النشاط الموسمي على مدى فترة طويلة من الزمن. نكونت هذه المرحلة من كميات كبيرة من أنواع مختلفة من الخبث، والتي نتج معظمها عن عمليات صهر الحديد الزهري، بالإضافة إلى أنشطة الحدادة الأولية أو توحيد الزهر التي كانت تُمارس بالمنطقة في ذلك الوقت.